# Eupetersia neavei
Eupetersia neavei är en biart som beskrevs av Blüthgen 1928. Eupetersia neavei ingår i släktet Eupetersia och familjen vägbin. Inga underarter finns listade i Catalogue of Life.